# Peter Pan
Peter Pan là một nhân vật hư cấu do nhà viết kịch và tiểu thuyết gia người Scotland là J. M. Barrie tạo ra. Một cậu bé có tinh thần tự do và tinh nghịch, có thể bay và không bao giờ lớn, Peter Pan dành cả tuổi thơ không bao giờ kết thúc để trải qua những chuyến phiêu lưu trên hòn đảo thần thoại Neverland với tư cách là thủ lĩnh của nhóm Lost Boys, cậu có thể tương tác với tiên, hải tặc, nàng tiên cá, người Mỹ bản địa, và đôi khi là cả những đứa trẻ bình thường từ thế giới bên ngoài Neverland.
Peter Pan đã trở thành một biểu tượng văn hóa tượng trưng cho sự ngây thơ và thoát tục của tuổi trẻ. Ngoài hai tác phẩm riêng biệt của Barrie là The Little White Bird (1902, với các chương 13–18 xuất bản trong Peter Pan in Kensington Gardens năm 1906), và Sân khấu West End diễn vở Peter Pan; hoặc, Cậu bé không bao giờ lớn (1904, mở rộng thành tiểu thuyết Peter và Wendy năm 1911), nhân vật đã được giới thiệu trên nhiều phương tiện truyền thông và hàng hóa. Chúng bao gồm phim câm năm 1924, phim hoạt hình năm 1953 của Disney, phim live-action năm 2003, một bộ phim truyền hình dài tập và nhiều tác phẩm khác.

## Nội dung

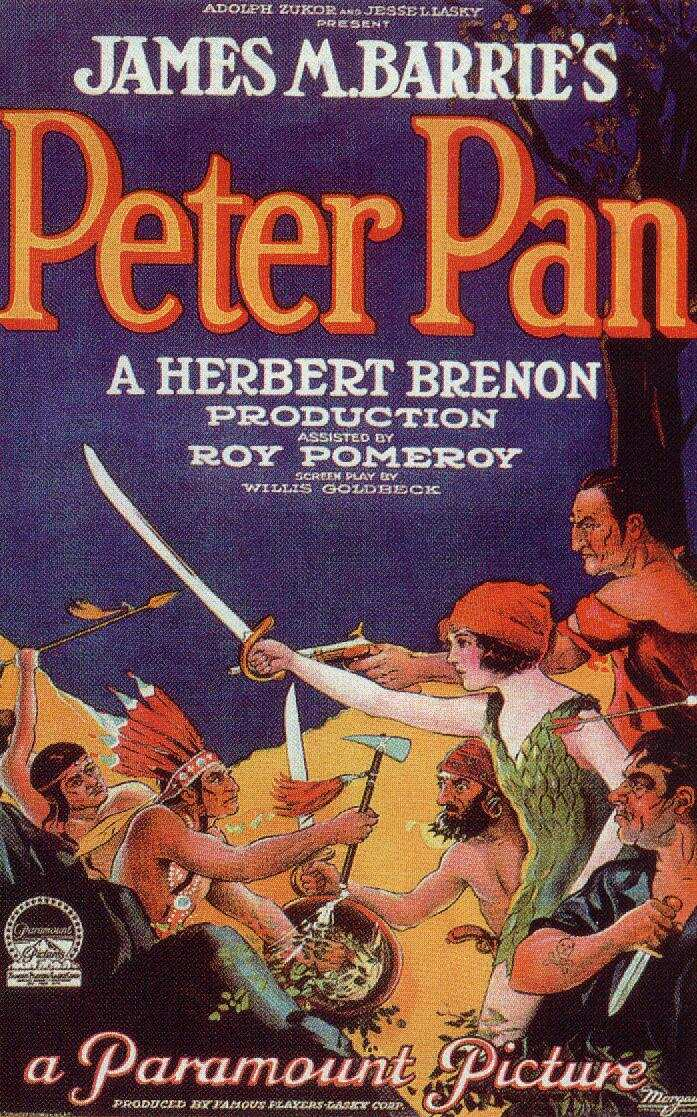
Phim Peter Pan, 1924, của hãng Paramount Pictures

Tượng Peter Pan
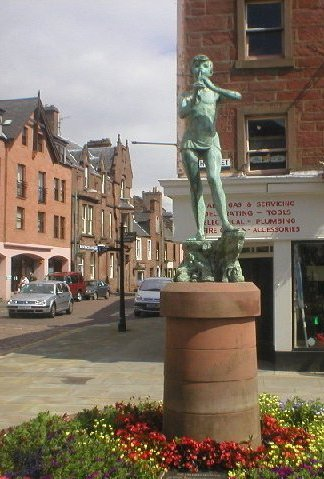
Tượng ở Kirriemuir, Scotland
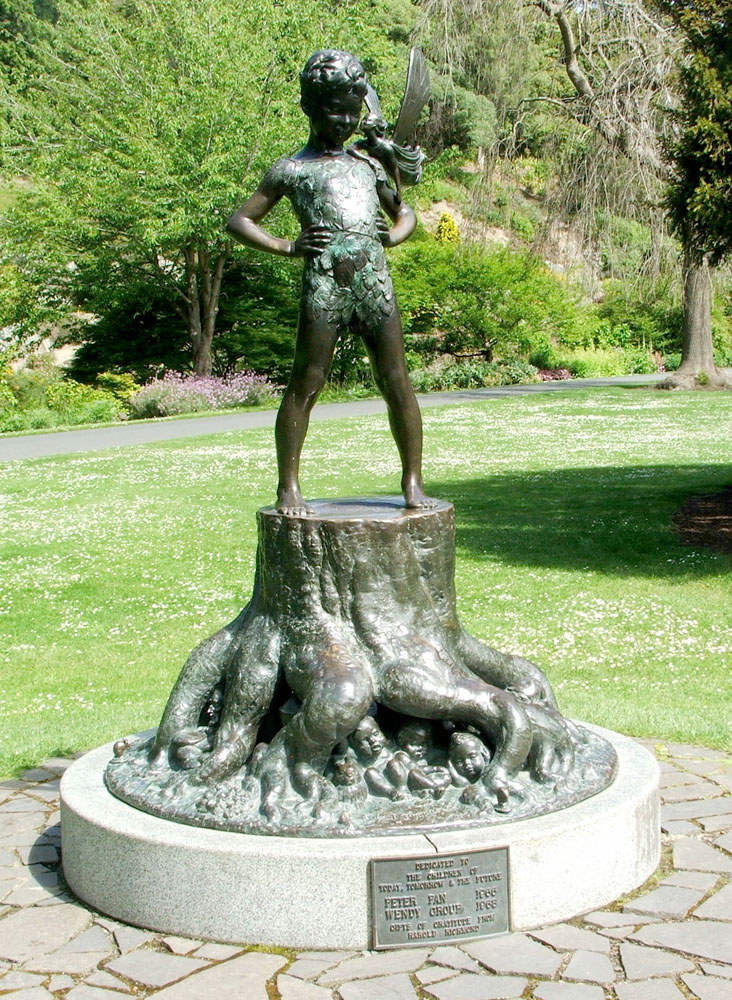
Tượng ở Dunedin, New Zealand
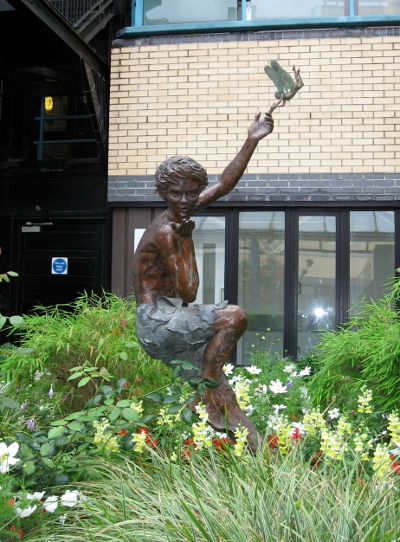
Tượng Peter Pan ở Great Ormond Street Hospital, London
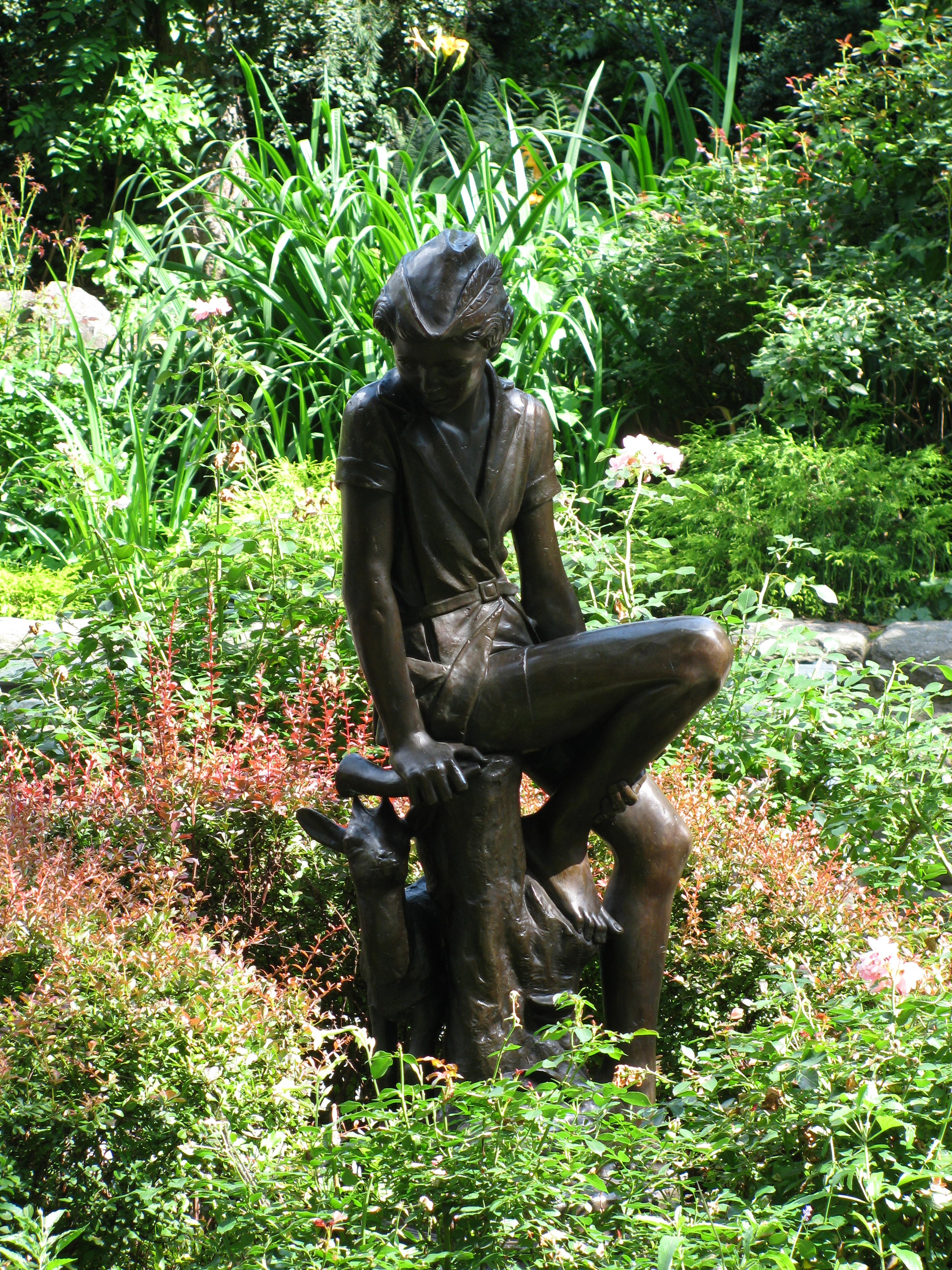
Tượng Peter Pan ở Carl Schurz Park, New York, NYC